# PSR J0855-4644
PSR J0855-4644 est un pulsar de la constellation des Voiles. Il pourrait être associé au rémanent de supernova RX J0852.0-4622, qui pourrait avoir explosé il y a près de 1200 ans.